# Asota celebensis
Asota celebensis là một loài bướm đêm trong họ Erebidae.